# Retable de Schneeberg
Le retable de Schneeberg (ou autel de la Réforme de Schneeberg) est un retable réalisé en 1539 par Lucas Cranach l'Ancien pour l'église Saint-Wolfgang (de) de Schneeberg, en Saxe, en Allemagne.
Importante œuvre d'art saxonne, il est commandé en 1531-1532 par l'électeur de Saxe Jean Ier de Saxe et est installé dans l'église en 1539, ce qui en fait le premier retable de la Réforme protestante. Josef Heller décrit l'autel comme « l'une des œuvres majeures les plus complètes d'une excellente exécution ». En tant qu'imagerie sacrée luthérienne, il reflète « les formes dévotionnelles de l'art nordique du XVe et du début du XVIe siècle ».

## Histoire
Vers 1531-1532, l'électeur de Saxe Jean Ier de Saxe commande à l'atelier de Cranach un retable. Fabriqué et peint par Lucas Cranach l'Ancien, son fils Lucas Cranach le Jeune et son atelier, il est remis à la paroisse en 1539 et installé dans l'église Saint-Wolfgang (de) de Schneeberg la même année. Le registre de l'église de l'époque montre que la congrégation a payé 357 florins et trois sous pour l'autel, c'est-à-dire qu'il n'a pas été offert par l'atelier. Ce retable est le plus complet et le plus complexe produit par l'atelier. Il est aussi le tout premier retable produit pour la Réforme protestante, et le concept théologique de nouvelle foi est représenté pour la première fois sur un retable.
Au cours des siècles, il a connu de nombreuses adversités. Il a été volé par les troupes impériales en 1633 pendant la guerre de Trente Ans et emmené à Prague, mais retrouvé 16 ans plus tard. Au cours de la refonte baroque, il a été « modifié d'une manière insipide » en 1705 : il a été démonté en plusieurs parties et placé à l'extérieur de l'autel dans l'église. Ces parties ont survécu indemnes à l'incendie de la ville de 1719. Après le bombardement de Schneeberg le 19 avril 1945, il est secouru de l'église déjà en flammes par de nombreux volontaires. Jusqu'en 1969, certaines peintures étaient accrochées dans l'église de la Trinité. Après une vaste et longue restauration entre 1992 et 1996, l'autel ailé (de) à double ouverture est visible par le public sous la forme prévue par Cranach.
La congrégation a financé la création de copies de deux représentations de l'autel, « la capture et la résurrection de Jésus », qui ont été données en prêt permanent à l'Église pentecôtiste (de) de Berlin-Friedrichshain en 1999.

## Description

### Composition

#### Présentation générale
L'autel se compose de douze panneaux, chacun avec une image principale et une prédelle à l'avant et à l'arrière et les quatre ailes peintes à l'avant et à l'arrière. Les ailes intérieures peuvent être pliées. Il existe ainsi une vue des jours ouvrables et une vue des jours fériés. La prédelle montre la Cène du Seigneur sur le devant — c'est-à-dire le côté faisant face à la salle principale de l'église. La peinture au dos a été complètement détruite en 1945 et n'a pas pu être restaurée. À cet effet, une plaque avec une courte chronique a été fixée à l'autel.

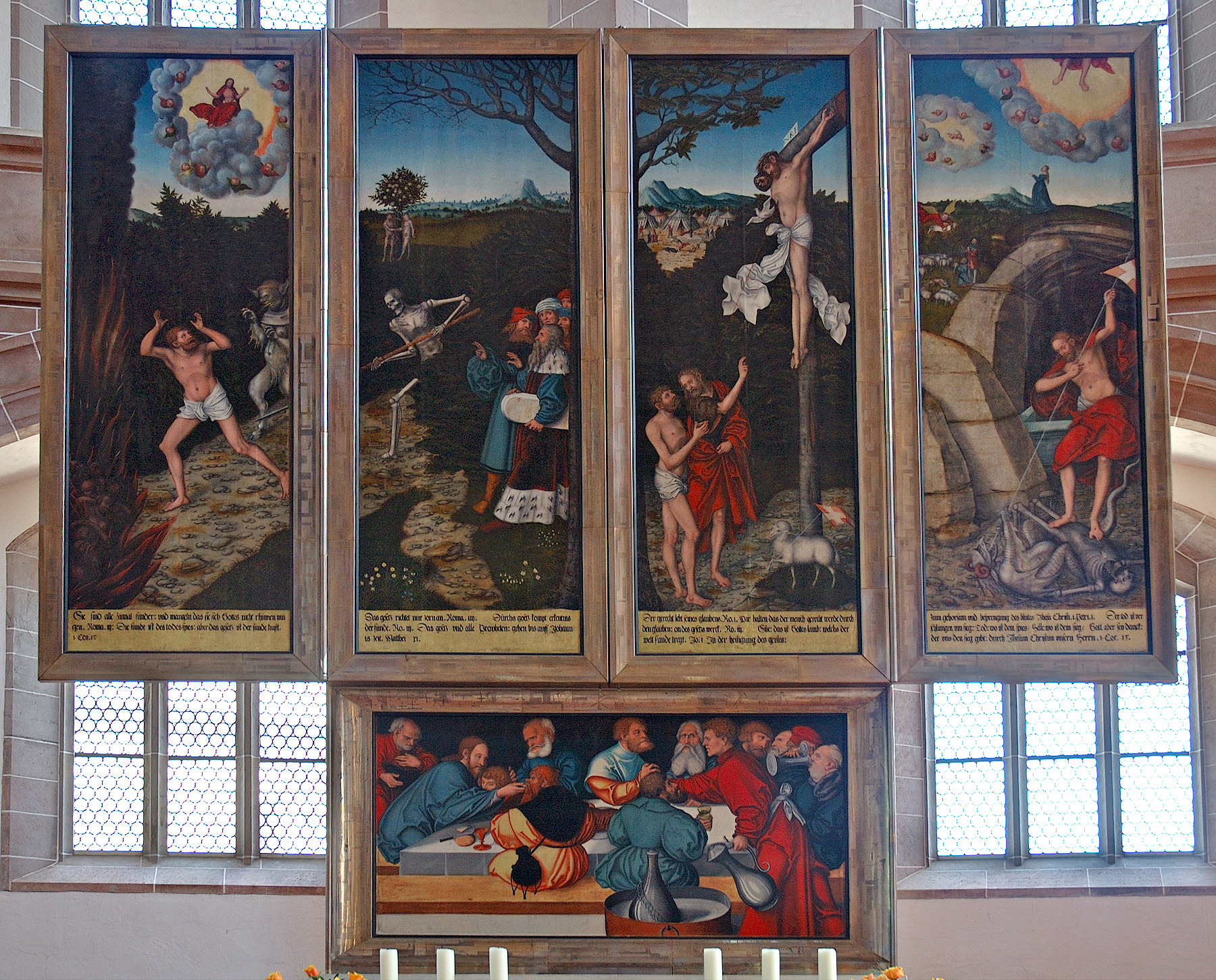
Polyptyque fermé : panneaux centraux fermés et ailes gauche et droite, avec la prédelle peinte.
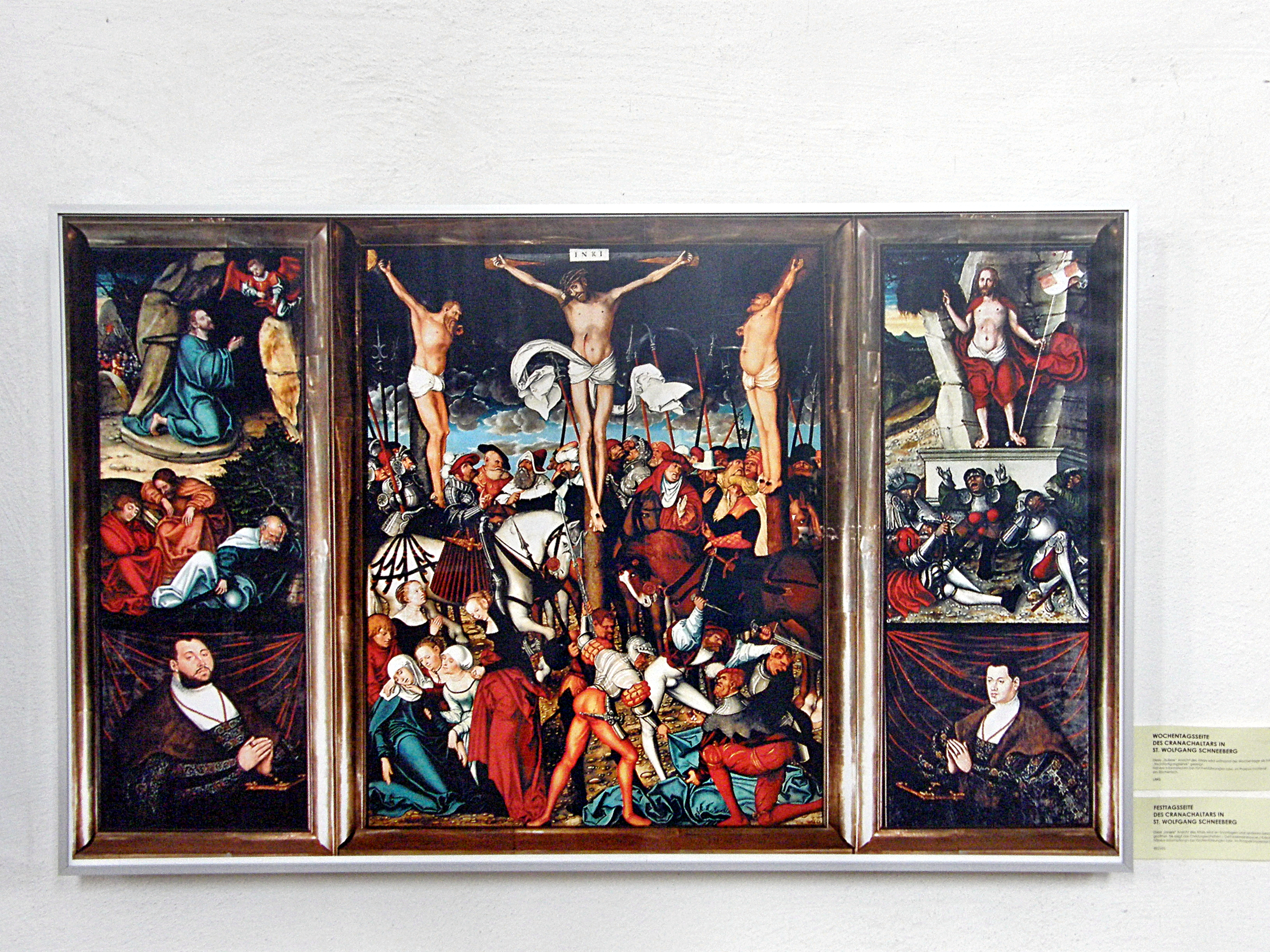
Polyptyque ouvert : panneau central entouré des panneaux centraux déployés, mais sans la prédelle.
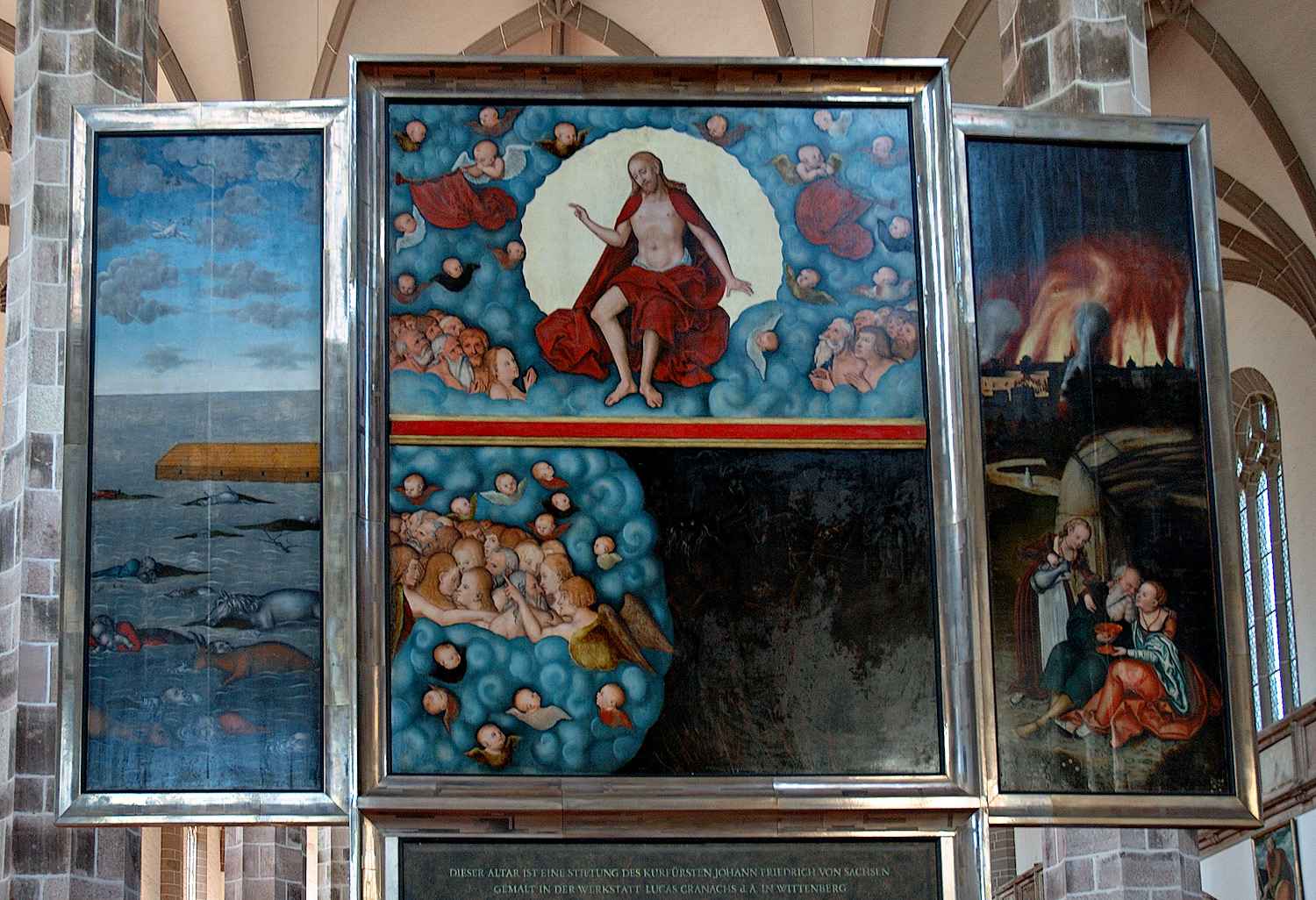
Polyptyque vu de derrière.

#### Polyptyque fermé
Le panneau gauche représente un homme poussé vers l'enfer par le diable. Dans le ciel, le Christ est représenté intronisé. Le panneau droit montre que le Christ a vaincu la mort et le diable devant le tombeau ouvert pour lui. À l'arrière-plan, l'Annonce aux bergers, l'Annonce à Marie et l'Ascension du Christ sont représentées.
Dans la partie gauche du panneau central, Moïse et les prophètes de l'Ancien Testament regardent la Mort représentée en squelette tenant une lance. En arrière plan, la Chute de l'Homme est représentée. À droite, Jean le Baptiste montre le Christ crucifié à l'homme, tandis que sur ce dernier jaillit du sang de la blessure du Christ à la poitrine. Devant la croix est représenté l'Agneau de Dieu, et à l'arrière-plan le serpent d'airain avec Moïse et les Israélites.
La prédelle représente la Cène : ici, le Christ, assis tout à gauche, tend une tranche de pain dans la bouche de Judas tandis que Jean repose sur son épaule.

#### Polyptyque ouvert
Le panneau gauche est composé de deux sujets : en haut, trois apôtres sont endormis devant la scène de l'Agonie dans le Jardin des Oliviers, tandis que dans le coin supérieur gauche, on peut voir les sbires et Judas. En bas, Jean-Frédéric Ier de Saxe est représenté agenouillé en prière devant un rideau de velours rouge foncé.
Le panneau central représente le mont du Calvaire : les trois crucifiés se démarquent d'un ciel sombre, au-dessus de la foule. Jésus-Christ est au centre, les extrémités de son pagne se déployant de part et d'autre avec une grâce ornementale. À ses côtés, les deux voleurs sont représentés en retrait et en diagonale, tournés vers le Christ. La foule est en deuil avec Marie en bas à gauche ; à droite, les sbires se disputent la robe du Christ. À gauche de la croix, le centurion converti à cheval regarde le Christ.
Le panneau droit est, lui aussi, composé de deux sujets : en haut, le Christ se tient debout sur le sarcophage, faisant un geste de bénédiction de la main droite et tenant le drapeau de la victoire de la main gauche, ce qui est une analogie de la Résurrection. À ses pieds, des sbires se réveillent. Dans le tiers inférieur, Jean-Ernest de Saxe-Cobourg est à son tour représenté agenouillé en prière devant un rideau de velours rouge foncé.

#### Polyptyque vu de derrière
Le panneau gauche représente l'épisode du Déluge, lors duquel les hommes et les bêtes sont noyés. Dans le ciel, la colombe porte un rameau d'olivier.
Sur la moitié supérieure du panneau central, le Christ est représenté en majesté et auréolé, entouré d'anges et d'hommes et femmes qui se sont rachetés. Sur la moitié inférieure, des âmes ressuscitées sont conduites par des anges sur la gauche. À droite, des restes schématiques de démons de l'enfer sont visibles.
Dans le panneau droit, Loth et ses filles se tiennent au premier plan de la ville de Sodome qui est en flammes.

### Analyse
Les images de la page des jours ouvrables représentent la connaissance fondamentale de la Réforme luthérienne, la justification du pécheur par la grâce et non par la loi, un thème visuel fréquent que Cranach a également représenté à plusieurs reprises. L'homme est justifié par le Christ, ce qui est un concept fondamental de la Réforme : l'« image surpuissante » de la crucifixion du Christ au centre sépare sur le côté gauche ceux qui croient et sur le côté droit ceux qui rejettent le Christ. Dans chaque cas, des scènes, principalement de la Bible, sont juxtaposées, qui opposent typologiquement la loi et la grâce (dychotomie Loi et Évangile). La loi et ses conséquences sont représentées sur le côté gauche : sous le côté dénudé de l'arbre au centre, quelques hommes, représentant Moïse avec les Tables de la Loi sous le bras et les prophètes, contemplent le pécheur poussé en enfer par la mort et le diable. Le Christ en tant que juge du monde et la chute de l'homme apparaissent en arrière-plan. A droite, du côté de l'arbre verdoyant, Jean le Baptiste, en tant que contrepartie des prophètes, indique à l'homme le Crucifié comme source de son salut. L'érection du bâton d'airain dans le camp du peuple d'Israël, à l'arrière-plan, sert de référence supplémentaire à l'Ancien Testament. Dans l'aile latérale, le Christ apparaît en vainqueur de la mort et du diable. Les scènes secondaires montrent la conception du Christ et l'annonce de sa naissance aux bergers à Noël.
Le côté intérieur de la fête montre, dans le sanctuaire principal, la crucifixion du Christ. Dans les volets latéraux, à gauche, le Christ est en prière dans le jardin de Gethsémani, tandis qu'à l'arrière-plan, Judas Iscariote apparaît déjà avec les serviteurs du grand prêtre pour le capturer, et à droite, sa résurrection au matin de Pâques est représentée, en dessous respectivement en tant que donateurs, le prince électeur Jean-Frédéric Ier de Saxe et Jean-Ernest de Saxe-Cobourg.
Comme la congrégation faisait le tour de l'autel pendant la Cène du Seigneur pour recevoir le pain d'un côté et la coupe de l'autre, le verso est également peint : le panneau central montre la réception des croyants dans le royaume des cieux en haut et la séparation entre le bien et le mal au Jugement dernier. Les ailes latérales représentent des histoires de l'Ancien Testament, qui ont aussi pour thème un jugement divin et leur salut : le déluge avec l'arche de Noé et Sodome et Gomorrhe, d'où Loth et ses filles s'échappent.